# Real Esportivo e Recreativo Beltronense
O Real Esportivo e Recreativo Beltronense é um clube de futebol brasileiro da cidade de Francisco Beltrão, no estado do Paraná. Suas cores eram amarelo e preto e em 2002 mudou para verde, amarelo e branco.
A principal conquista da equipe foi ser vice-campeã do Campeonato Paranaense da Segunda Divisão de 1992, perdendo o título para o Paranavaí.
No entanto, no Campeonato Paranaense da Segunda Divisão de 2000 foi muito mal, perdendo todos os jogos, inclusive sofrendo a maior goleada da história do futebol paranaense, ao perder por 19 a 0 para o Cataratas Atlético Clube. No ano de 2002 mudou o nome para Real Beltronense Futebol Clube e mudou as cores para amarelo, verde e branco.